# Міжнародна військова операція в Лівії
Міжнародна військова операція в Лівії —  військова операція, затверджена Радою Безпеки ООН, що здійснювалась відповідно до Резолюції Ради Безпеки ООН 1973 17 березня 2011. Безпольотна зона була запропонована в ООН для запобігання атак урядових військ, лояльних Муаммару Каддафі, на цивільне населення, що виступає проти Каддафі, під час повстання, що почалося в лютому 2011 року.
Віце-адмірал США заявив що американська частина операції буде мати назву «Світанок Одіссеї» (англ. Operation Odyssey Dawn) і буде спрямована на запобігання лівійської влади використовувати збройні сили проти лівійського народу. Деякі інші країни-учасниці конфлікту назвали операцію по-своєму.
12 березня 2011 Ліга арабських держав закликала Раду Безпеки ООН запровадити безпольотною зону над Лівією. 15 березня посол Лівану в ООН Найот Салам вніс на розгляд резолюцію, підтриману Великою Британією і Францією. 17 березня Рада Безпеки прийняла резолюцію десятьма голосами «за» при п'яти утрималися (Бразилія, Росія, КНР, Індія і Німеччина). Бразилія, Росія, КНР і Індія не підтримували військову операцію проти суверенної країни, тоді як Німеччина не хотіла брати участь в якій би то не було військової операції проти Лівії, але вважала, що щось має бути зроблено.
Наразі не можна оцінити яка з країн внесе найбільший внесок в операцію, проте найактивнішими у прийнятті резолюції в терміновому порядку опинилися Франція та Велика Британія, також йшла підтримка від США і Лівану.
18 березня міністр закордонних справ Лівії заявив що війська припинили обстріл, прийнявши резолюцію ООН. Проте обстріл міст, контрольованих опозицією Місурата і Адждабія продовжився. А в Бенгазі 19 березня були введені солдати і танки військ Каддафі. Артобстріл міста також тривав.
19 березня операція була розпочата як тільки французькі ВПС увійшли в повітряний простір Лівії. Французький авіаносець «Шарль де Голль» наблизився до берегів Лівії для забезпечення операції швидкого реагування.
Резолюція дає право знищувати будь-які війська, що становлять загрозу для повсталих тільки за допомогою ударів з повітря. Французькі літаки вже завдали удару по наземних цілях, також були нанесені удари по ППО Лівії за допомогою британського підводного човна і авіаносця США.

## Ідея створення безпольотної зони

### Лівія
21 лютого 2011 посол від Лівії Ібрагім Даббаші звернувся до ООН з проханням встановити заборону на польоти на території Лівії, щоб відрізати Триполі (головне місто сил Каддафі) від постачань зброї і найманців, а також убезпечити цивільне населення від повітряних ударів.
9 березня 2011 Мустафа Мухаммад Абд-аль-Джаліль, який очолюючий Національну перехідну раду Лівії запросив світове співтовариство негайно створити безпольотною зону над Лівією, зазначивши що будь-яке зволікання збільшує кількість жертв. Через три дні він заявив що якщо зона не буде встановлена, то в Лівії станеться катастрофа. Військо Каддафі увійде в Бенгазі і знищить півмільйона осіб. 12 березня тисячі лівійських жінок вийшли на вулиці Бенгазі закликаючи світову спільноту встановити заборону на польоти.

### Міжнародна реакція
28 лютого 2011 прем'єр-міністр Великої Британії Девід Кемерон виступив з ідеєю створення безпольотною зони над Лівією для запобігання перекидання найманців Каддафі та використання літаків і вертольотів проти цивільного населення.
7 березня 2011 представник від США в НАТО Іво Даалдер заявив, що НАТО буде стежити за бойовими діями в Лівії цілодобово за допомогою літаків Boeing E-3 Sentry. У той же день анонімне джерело заявило що Велика Британія і Франція вже склали резолюцію про створення безпольотної зони, яка буде розглядатися у ООН в той же тиждень. Рада співробітництва арабських держав Перської затоки також закликала Раду Безпеки ООН вжити всіх заходів для захисту цивільного населення Лівії.
9 березня 2011 біля узбережжя Лівії вже перебували ВМС США в які входив авіаносець USS Enterprise. Канада відправила фрегат HMCS Charlottetown (FFH 339) для посилення військового впливу Заходу в регіоні. Міністр оброни Канади Пітер Маккей заявив що для Канади, як і для НАТО це вимушені заходи і що Канада готова зробити свій внесок у створення безпольотної зони якщо ООН і НАТО приймуть рішення про її запровадження.
12 березня 2011 Ліга арабських держав також закликала ООН до створення безпольотної зони для захисту цивільного населення.
15 березня 2011 ліванським послом Найоті Саламом була представлена резолюція про створення безпольотної зони, яка була відразу ж підтримана Великою Британією і Францією.
17 березня 2011 Рада Безпеки ООН згідно з сьомою частиною Статуту ООН прийняла Резолюцію Ради Безпеки ООН 1973 за яку проголосувало 10 з 15 членів ради ООН, голосів «проти» не було.

## Сили коаліції
Операція по введенню безпольотної зони активно обговорювалося в НАТО Великою Британією і Францією в кінці лютого — початку березня.
США виступила в підтримку можливої резолюції набагато пізніше, так як не прагнула втручатися у справи з Лівією через складні відносин з усім арабським світом. Проте після того як Ліга арабських держав виступила за створення безпольотної зони (зокрема ідею підтримав Ліван, ОАЕ і Катар) США стала брати активнішу участі в обговорення можливої операції.
Міністр оборони США Роберт Гейтс пояснив що «Створення зони починається з знищення ППО супротивника … і після цього можна не хвилюватися що наші хлопці будуть збиті. Але все саме так починається».
19 березня почалася французька операція зі створення безпольотної зони, відразу після цього почали діяти й інші країни коаліції.
- Операція «Харматан» (англ.)
- Операція «Елламі»
- Операція «Світанок Одіссеї»
- Операція «Мобайл»

## Сили країн
США
- Військово-морські сили США
  - USS Mount Whitney, флагман[37]
    - USS Kearsarge (LHD-3), універсальний десантний корабель типу «Уосп» з 26-ю експедиційною групою Корпусу морської піхоти США на борту
    - USS Ponce (LPD-15), десантно-вертолітний корабель-док типу «Остін»
    - USS Barry (DDG-52), есмінець КРЗ типу «Арлі Берк»
    - USS Stout (DDG-55), есмінець КРЗ типу «Арлі Берк»
    - USS Providence (SSN-719), підводний човен типу «Лос-Анджелес»
    - USS Scranton, підводний човен типу «Лос-Анджелес»
    - USS Florida (SSGN-728), стратегічний підводний човен типу «Огайо»

  - EA-18G, палубний літак радіоелектронної боротьби ВМС США[38][39]
- Військово-повітряні сили США
  - 3 х B-2, важкий малопомітний стратегічний бомбардувальник[40]
  - 10 x F-15E винищувач-бомбардувальник, що базуються на авіабазі RAF Lakenheath у Саффолку, Велика Британія[38]
  - 8 x F-16C, багатофункціональний легкий винищувач[38]
  - 2 X AC-130U, важкоозброєний літак підтримки сухопутних підрозділів
  - 1 x Lockheed U-2, висотний літак-розвідник
- Корпус морської піхоти США
  - 26-я Експедиційна Група
  - 4x AV-8B Harrier II, штурмовик вертикального зльоту і посадки базуються на борту USS «Kearsarge»[38]
- Франція: 16 літаків Dassault Rafale, 4 літаки Dassault Mirage 2000 (по два 2000-5 і 2000D), 6 палубних літаків Dassault-Breguet Super Étendard, 6 літаків дозаправки Boeing KC-135 Stratotanker, 1 літак дальнього радіолокаційного виявлення Boeing E-3 Sentry і 2 Grumman E-2 Hawkeye того ж призначення, транспортний літак Transport Allianz C.160 Transall, 2 вертольоти Aérospatiale AS.365 Dauphin і 2 вертольоти Sud-Aviation Alouette III, 4 фрегати Forbin (D620), Jean Bart (D615), Dupleix (D641) і Aconit (F 713), Шарль де Голль (авіаносець).
- Велика Британія: 6 літаків Panavia Tornado, 12 літаків Eurofighter Typhoon, 1 локатор Boeing E-3 Sentry і 1 Raytheon Sentinel, 2 літаки дозаправники Vickers VC10 і Lockheed TriStar (RAF), 2 вертольоти Westland Lynx, фрегат HMS Westminster (F237), фрегат HMS Cumberland (F85), підводний човен HMS Triumph (S93).
- Канада: 6 літаків CF-18 Hornet, 5 транспотних літаків (2x McDonnell Douglas C-17 Globemaster III, 2x Lockheed Martin C-130J Super Hercules, 1x Airbus CC-150 Polaris) фрегат HMCS Charlottetown (FFH 339), 1 вертоліт Sikorsky CH -124 Sea King.
- Італія: 4 літаки Panavia Tornado, 11 неуточнених кораблів.
- Іспанія: 4 літаки F-18, 1 транспортний літак CASA CN-235, 1 літак дозаправки, фрегат Álvaro de Bazán (F-101), і підводний човен Tramontana (S74).
- ОАЕ: планують виділити 24 літаки Mirage 2000-9 і F-16.
- Греція: 4 літаки F-16, 1 літак дальнього радіолокаційного виявлення Embraer R-99, а також 2 фрегати.
- Норвегія: 6 літаків F-16 і 1 Lockheed P-3 Orion.
- Бельгія: 6 літаків F-16, тральщик Narcis (M923).
- Данія: 6 літаків F-16, 1 транспортний літак C-130J-30.
- Катар: планують виділити 4 літаки Mirage 2000 −5EDA.

### Бази коаліції
- Франція: Saint-Dizier — Robinson Air Base, Dijon Air Base, Nancy — Ochey Air Base, Istres-Le Tubé Air Base, Solenzara Air Base, Avord Air Base
- Греція: Souda Air Base, Aktion National Airport, Araxos Airport
- Італія: Amendola, Aviano, Decimomannu, Gioia del Colle, Trapani, Pantelleria, Sigonella, Capodichino
- Іспанія: Rota, Morón, Torrejón
- Велика Британія: RAF Akrotiri, RAF Marham, RAF Lossiemouth, RAF Coningsby, RAF Fairford, RAF Lakenheath, RAF Mildenhall (останні три використовуються американськими ВПС)

### Можливі учасники конфлікту
- Албанія: Прем'єр-міністр заявив, що країна готова допомогти коаліції.
- Йорданія: За заявою США країна може вступити в коаліцію.
- Нідерланди: Міністр закордонних справ заявив що Нідерланди готові надати поки ще невизначену допомогу у встановленні безпольотної зони.
- Швеція: Прем'єр-міністр Карл Більдт заявив, що країна готова надати допомогу якщо вона знадобитися НАТО.
- Саудівська Аравія: Країна вважається можливим учасником конфлікту з боку коаліції.
- Туреччина: МЗС Туреччини заявило що країна підготується до проведення операції по впровадженню безпольотного режиму над Лівією.

## Реакція на хід операції
20 березня після перших бойових дій з боку коаліції її дії зазнали критики з боку Ліги арабських держав. Її голова, раніше наполягавший на введення безпольотної зони, заявив що «те, що відбувається в Лівії сильно відрізняється від того що вони розраховували побачити, вони хотіли захисту громадян Лівії, а не їх бомбардування». Його заяви мають значну вагу оскільки саме через прохання арабських країн ООН прискорили введення безпольотного режиму. Росія і КНР зажадали негайної зупинки бойових дій. Тим не менш командування коаліції повідомляє про те що операція поки проходить успішно і без втрат з боку коаліції.